# Richard Parkes Bonington
Richard Parkes Bonington (Arnold, 25 ottobre 1802 – Londra, 23 settembre 1828) è stato un pittore romantico inglese, famoso per i suoi paesaggi.

## Biografia

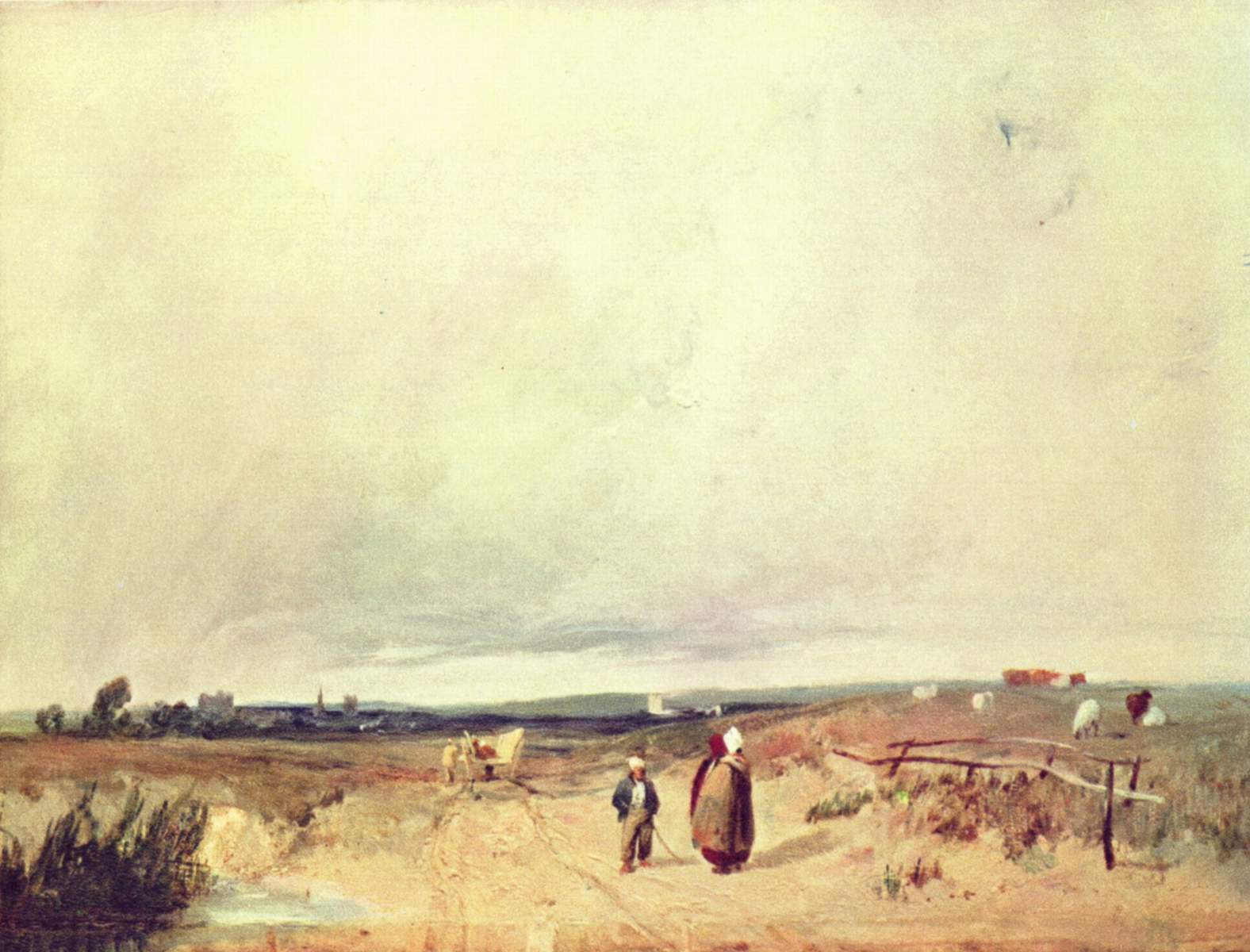
Normandia, ca. 1823, Tate Gallery, Londra.

Richard Parkes Bonington nacque ad Arnold, vicino a Nottingham, in Inghilterra, da un disegnatore di ritratti e paesaggi e da un insegnante. Imparò ben presto dal padre ad utilizzare gli acquerelli e all'età di undici anni partecipò alla sua prima esposizione presso la Liverpool Academy: nel 1817 si trasferì a Calais con la famiglia e iniziò a prendere lezioni di pittura da François Louis Thomas Francia, che lo iniziò all'acquerellismo britannico.
Nel 1818, la famiglia si spostò a Parigi, dove Richard incontrò Eugène Delacroix, di cui divenne ben presto amico fraterno: lavorò per un certo periodo di tempo copiando i paesaggisti olandesi e fiamminghi al Louvre e nel 1820 si iscrisse all'Accademia di Belle Arti, dove ricevette lezioni da Antoine-Jean Gros. Durante questo periodo, prese l'abitudine di fare lunghe passeggiate nei sobborghi di Parigi e nelle campagne circostanti, prendendo appunti e schizzi per i suoi dipinti. Il primo di questi fu esposto al Salon del 1822 ottenendo riconoscimenti e premi.
Durante un suo soggiorno inglese, compiuto assieme al fido Delacroix effettuò numerosi ritratti di celebrità, come Mazarino e Anna d'Austria, Enrico IV e l'ambasciatore di Spagna, Francesco I e la Regina di Navarra mirando soprattutto alla freschezza del colore e alla espressività dei sentimenti.
Distante dalle polemiche fra romantici e classici, più affine ai paesaggisti settecenteschi si lasciò ispirare dalle vedute delle piccole località lungo la Senna, di Ruen, di Abbeville.
Bonington lavorò anche come litografo, illustratore ed architetto: illustrò i Voyages pittoresques dans l'ancienne France del Barone Taylor e produsse Restes et Fragmens, una raccolta di schizzi a soggetto medievale e classico. Nel 1824 vinse la medaglia d'oro al Salon insieme a John Constable e Anthony Vandyke Copley Fielding.
Dopo il soggiorno italiano espose al Salon del 1827 una serie di narrazioni frutto di acquerelli e disegni ispirate dalle località visitate.
Morì giovanissimo a Londra di tubercolosi il 23 settembre 1828, a soli 25 anni.
Le sue opere vennero valorizzate dal movimento impressionista, che ruppe lo schematismo delle regole accademiche a favore di una maggiore spontaneità e di un maggiore sguardo alla natura.

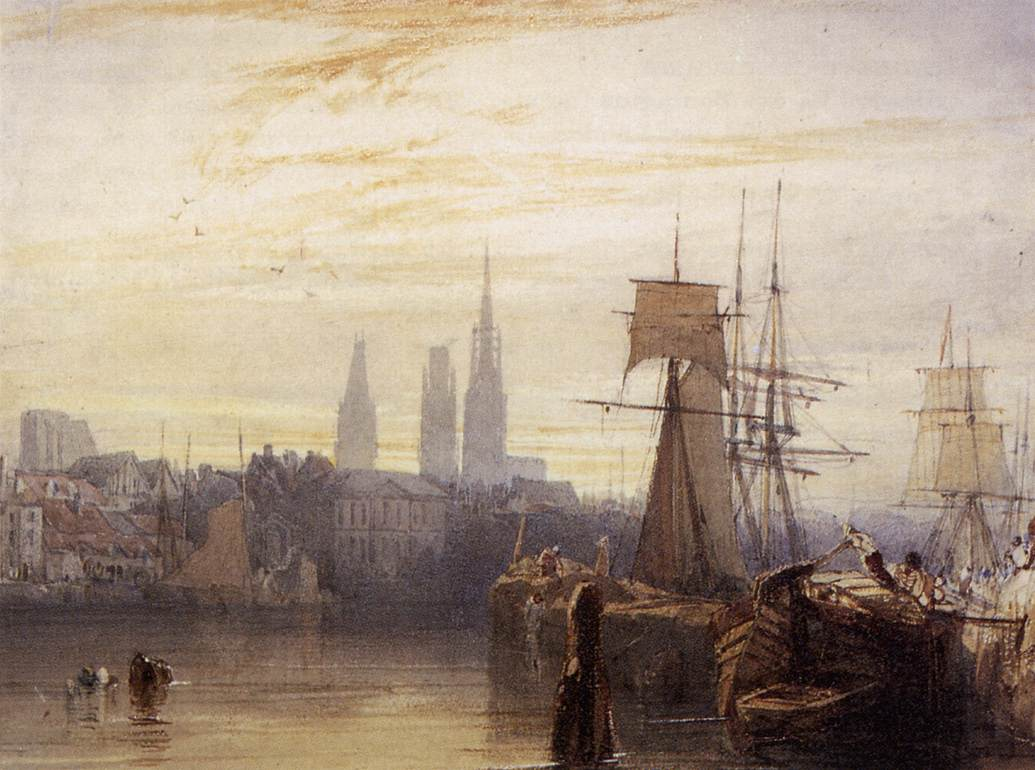
Rouen
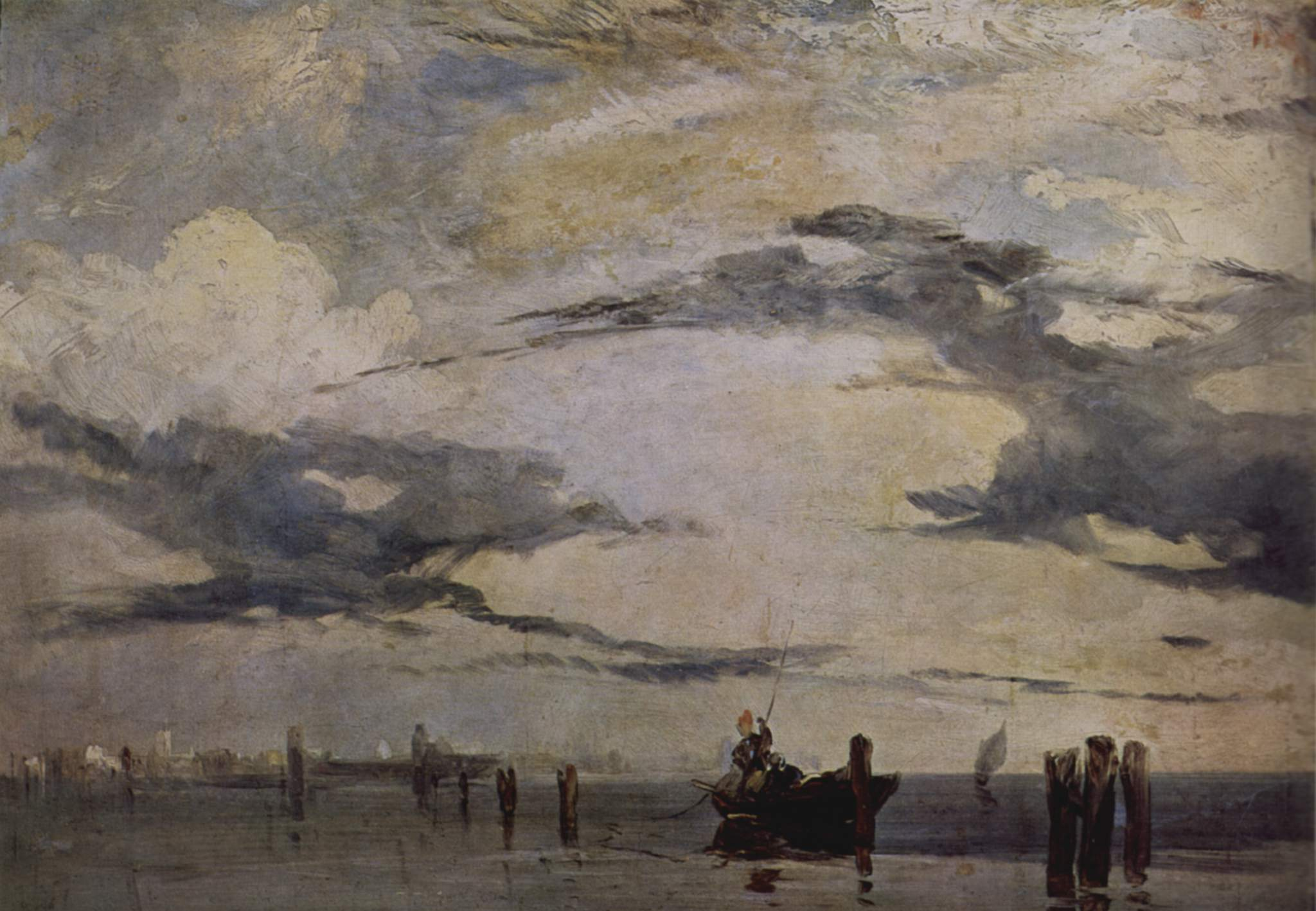
Vista della laguna vicino a Venezia, 1827. Museo del Louvre
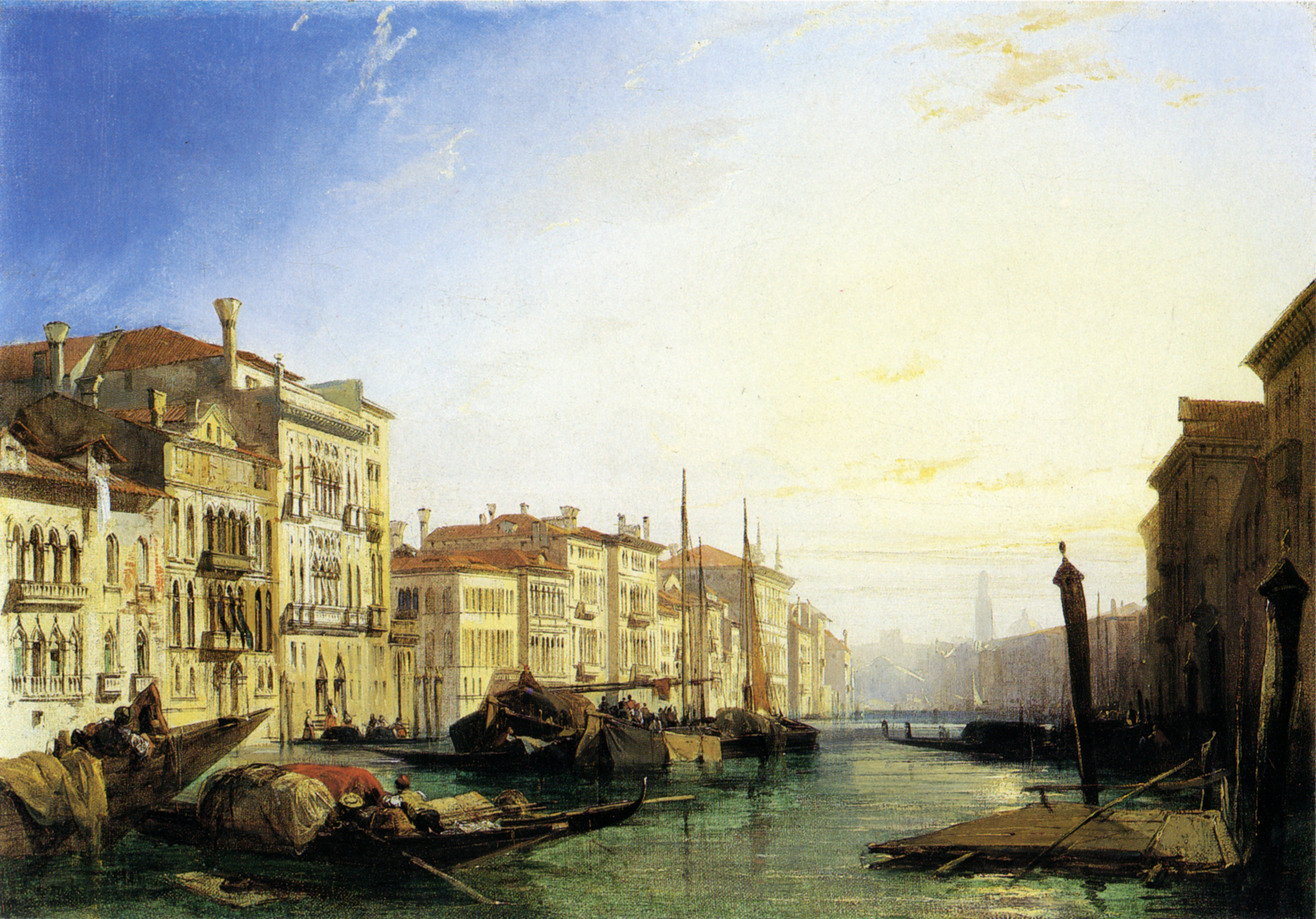
Venezia, Canal Grande
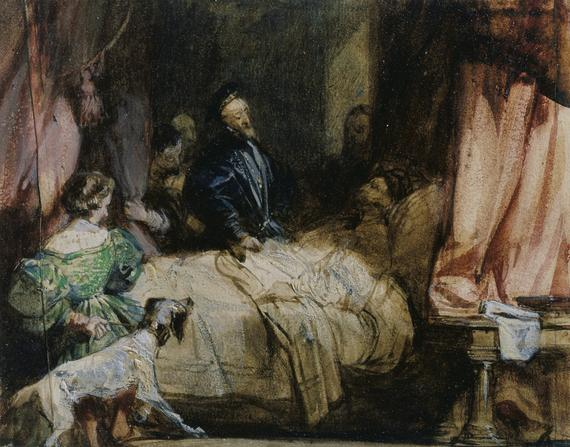
Carlo V visita Francesco dopo la Battaglia di Pavia, ca. 1827

## Opere principali
- Mademoiselle Rose, 1821, Parigi.
- La cattedrale e il molo di Rouen, 1822, British Museum
- Abbazia di San Berlin, vicino a St. Omer, 1823, olio su tela, City Museum and Art Gallery, Nottingham
- Fiume francese con barche da pesca, 1824, acquerello su carta, Thomas Agnew & Sons Ltd., Regno Unito
- Davanti alla costa inglese, 1825, acquerello su carta, Szepmuveseti Muzeum, Budapest, Ungheria.
- Vista sulla Costa della Normandia, 1825, Museo del Louvre, Parigi
- Acquedotto di Versailles, 1826, olio su tela, Museo del Louvre, Parigi.
- Costa di Piccardia, 1826, Ferens Art Gallery, Kingston upon Hull
- Monumento al Colleone , 1826
- Scena della spiaggia in Normandia, 1826 - 1827, olio su tela, Tate Gallery, Londra
- La colonna di San Marco a Venezia, 1826 - 1828, olio su tela, Tate Gallery, Londra
- Il Palazzo del Doge, Venezia, 1827, olio su tela, Wallace Collection, Londra
- Francesco I e la duchessa di Etampes, 1828, olio su tela, Museo del Louvre, Parigi.
- Mazarino e Anna d'Austria, Museo del Louvre